# 未来広告ジャパン!
『未来広告ジャパン!』（みらいこうこくジャパン）は、NHK Eテレで2015年4月2日から2023年3月15日まで放送された小学校5年社会科向け学校放送番組。字幕放送および副音声による解説放送を実施していた。
小学5年社会科向けの番組タイトルで「日本」「ジャパン」が含まれるのは、かつて放送されていた『日本とことん見聞録』以来。
2018年度以降新作は制作されておらず、「第2期 Tan-Q編」のリピート放送が行われていたが、新番組『ズームジャパン』の開始に伴い2023年3月を以てテレビ放送・ネット配信共に終了し、約8年の歴史に幕を閉じた。
番組タイトルは同時期にテレビ東京系で放送されていた『未来世紀ジパング』と似ている。

## 概要
CM制作会社である『ジャパン広告社』が本番組の舞台である。
ジャパン広告社の新規プロジェクトとして立ち上げるのが、CMを通して日本の未来をともに考えようと呼びかけることを目的に「日本の今を20のテーマで深く取材してCMの形にまとめ発信する」というものである。
2015年4月2日 木曜日9:00 - 9:10（同日15:30 - 15:40に再放送）に、第1回「日本の国土」の先行放送を行った。
前々番組の『日本とことん見聞録』や前番組の『社会のトビラ』では、NHKが持つ豊富な映像資料を使って、日本の社会がどのように動いているのかを分かりやすく解説していたが、本番組では映像資料に頼るだけでなく、出演者がCMディレクターとしてCM制作や現地への取材を通して、日本は特徴的な自然環境やさまざまな人の活動で成り立っていることを伝える形を取っている。こうしたことを通して、本番組では子供たちが自ら考える力を育てる「課題解決型」の番組を目指している。
テレビ放送・ネット配信停止
2017年1月20日、カノ役の狩野が不祥事により芸能活動を自粛したことに伴い、『未来広告ジャパン!』のテレビ放送およびインターネット配信を停止した。代替番組として「小学5年社会」の前番組『社会のトビラ』を復活させ、インターネット配信を開始、Eテレでは2017年1月25日から3月15日まで4回分を放送した。同年4月からは、狩野が降板したうえで新シリーズとして再開した。

## キャスト
キラト
演 - 若山耀人
ジャパン広告社のCMディレクターで、カノの後輩ディレクターである。
ミツキ
演 - 遠藤三貴
ジャパン広告社の局長秘書。CMディレクターのカノとキラトをサポートする。
芋洗坂
演 - 芋洗坂係長
ジャパン広告社のプロジェクト局長。番組の最後には踊りながらどこかへ行ってしまう（第15・17・20回除く）。
カノ
演 - 狩野英孝
ジャパン広告社のCMディレクター。自称イケメン・ディレクター。パイロット版から2016年度まで出演。
Tan-Q
声 - 真殿光昭
CM制作ロボット。2017年度から出演。

## 放送時間
| 期間            | 放送時間                                    |
| --------------- | ------------------------------------------- |
| 2015年度前期    | 水曜日 9:35 - 9:45                          |
| 2015年度後期    | 水曜日 9:35 - 9:45、15:30 - 15:40（再放送） |
| 2016 - 2017年度 | 水曜日 9:35 - 9:45                          |
| 2018 - 2021年度 | 水曜日 9:30 - 9:40                          |
| 2022年度        | 水曜日 9:20 - 9:30                          |

## パイロット版
「高い土地と低い土地」のサブタイトルで2014年12月30日の9時 - 9時10分に放送された。出演キャストはレギュラー版と同じだが、下記の部分で相違点がある。

### 主な相違点
- レギュラー版の舞台は「ジャパン広告社」だが、パイロット版の舞台は「未来広告ジャパン！社」となっている。
- レギュラー版ではカノとキラトが新規のCMプロジェクトメンバーとして取り組んでいるが、パイロット版ではカノが制作したCM映像に対して、キラトが取材した内容を織り込んだCM映像を披露する形を取っていた。
- レギュラー版での芋洗坂係長の役柄はプロジェクト局長だが、パイロット版では「未来広告ジャパン！社」の社長という設定となっていた。
- パイロット版における番組タイトルロゴ及びセットがレギュラー版と大きく異なっている。

## 放送リスト

### 第1期 カノ編
| 回 | テーマ                             | 初回放送日     | 2015   | 2016   |
| -- | ---------------------------------- | -------------- | ------ | ------ |
| P  | 高い土地と低い土地                 | 2014年12月30日 |        |        |
| 01 | 日本の国土を調べよう               | 2015年04月02日 | 第01回 | 第01回 |
| 02 | 高い土地と低い土地                 | 2015年04月22日 | 第02回 | 第02回 |
| 03 | あたたかい土地と寒い土地           | 2015年05月13日 | 第03回 | 第03回 |
| 04 | 米作りのさかんな地域               | 2015年05月27日 | 第04回 | 第04回 |
| 05 | これからの米づくり                 | 2015年06月10日 | 第05回 | 第05回 |
| 06 | 水産業がさかんな地域               | 2015年06月24日 | 第06回 | 第06回 |
| 07 | 守り育てる漁業                     | 2015年07月08日 | 第07回 | 第07回 |
| 08 | トマトが一年中食べられるわけ       | 2015年08月19日 | 第08回 | 第08回 |
| 09 | 日本の食料自給率は低いままでよいか | 2015年09月09日 | 第09回 |        |
| 10 | くらしをささえる工業製品           | 2015年09月30日 | 第10回 | 第10回 |
| 11 | 自動車はどうつくられる?            | 2015年10月07日 | 第11回 | 第11回 |
| 12 | これからの自動車                   | 2015年10月21日 | 第12回 |        |
| 13 | 日本の工業と技術                   | 2015年11月04日 | 第13回 | 第13回 |
| 14 | 日本の貿易とこれからの工業生産     | 2015年11月18日 | 第14回 | 第14回 |
| 15 | ニュース番組はどう作られるか       | 2015年12月02日 | 第15回 | 第15回 |
| 16 | くらしを変える情報ネットワーク     | 2016年01月06日 | 第16回 | 第16回 |
| 17 | 情報化社会とどうつきあうか         | 2016年01月27日 | 第17回 |        |
| 18 | 森林とわたしたちのくらし           | 2016年02月10日 | 第18回 |        |
| 19 | 自然環境を守る                     | 2016年02月24日 | 第19回 |        |
| 20 | 自然災害から命を守る               | 2016年03月09日 | 第20回 |        |
| 21 | どうする?これからの食料生産        | 2016年08月09日 |        | 第09回 |
| 22 | 新しい自動車をつくりだす           | 2016年08月10日 |        | 第12回 |

### 第2期 Tan-Q編
| 回 | テーマ                         | 初回放送日     | 2017 以降 |
| -- | ------------------------------ | -------------- | --------- |
| 23 | 日本の国土を調べよう           | 2017年04月05日 | 第01回    |
| 24 | 低い土地の特ちょうとくらし     | 2017年04月19日 | 第02回    |
| 25 | あたたかい土地と寒い土地       | 2017年05月10日 | 第03回    |
| 26 | 米づくりのさかんな地域         | 2017年05月24日 | 第04回    |
| 27 | これからの米づくり             | 2017年06月07日 | 第05回    |
| 28 | 水産業がさかんな地域           | 2017年06月21日 | 第06回    |
| 29 | 守り育てる漁業                 | 2017年07月05日 | 第07回    |
| 30 | トマトが一年中食べられるわけ   | 2017年08月23日 | 第08回    |
| 31 | どうする?これからの食料生産    | 2017年09月13日 | 第09回    |
| 32 | くらしをささえる工業製品       | 2017年09月27日 | 第10回    |
| 33 | 自動車はどうつくられる?        | 2017年10月11日 | 第11回    |
| 34 | これからの自動車               | 2017年10月25日 | 第12回    |
| 35 | 日本の工業と技術               | 2017年11月08日 | 第13回    |
| 36 | 日本の貿易とこれからの工業生産 | 2017年11月22日 | 第14回    |
| 37 | ニュース番組はどう作られるか   | 2017年12月06日 | 第15回    |
| 38 | くらしを変える情報ネットワーク | 2018年01月10日 | 第16回    |
| 39 | 情報化社会とどうつきあうか     | 2018年01月24日 | 第17回    |
| 40 | 森林とわたしたちのくらし       | 2018年02月07日 | 第18回    |
| 41 | 自然環境を守る                 | 2018年02月21日 | 第19回    |
| 42 | 自然災害から命とくらしを守る   | 2018年03月07日 | 第20回    |

## スタッフ
- ナレーション - 濱中博久
- 解説放送 - 松本保典
- タイトルCG - ぬQ
- テーマ音楽 - 小倉昌浩
- 制作・著作 - 日本放送協会